# Vědecká rada
Vědecká rada je orgán veřejných vysokých škol, který je zřízen jak v rámci vysoké školy, tak na úrovni jednotlivých fakult. Projednává dlouhodobý záměr vysoké školy resp. fakulty a schvaluje studijní programy a také se věnuje habilitačnímu řízení a řízení ke jmenování profesorů. Předsedou vysokoškolské vědecké rady je rektor, fakultní pak její děkan, který také jmenuje a odvolává její členy. Nejméně jedna třetina členů musí být mimo akademickou obec vysoké školy. Na uměleckých vysokých školách či fakultách zastává stejnou funkci umělecká rada, u neuniverzitních vysokých škol pak akademická rada.
Vědeckou radu mají také jiné instituce, například Akademie věd ČR, které se řídí vnitřními předpisy jednotlivých institucí.